# Orion 10
Orion 10 è una missione con equipaggio del Programma Constellation nella quale la navetta Orion si sarebbe dovuta agganciare alla Stazione spaziale internazionale.
Il 1º febbraio 2010, in occasione della presentazione del budget per l'anno fiscale 2011, il Presidente Barack Obama ha proposto di eliminare il programma Constellation. In accordo con il Presidente, il 10 marzo, la NASA ha ufficializzato la sospensione del programma.
La missione sarebbe stata l'ultima verso la Stazione spaziale internazionale.